# Ascidia santosi
Ascidia santosi is een zakpijpensoort uit de familie van de Ascidiidae. De wetenschappelijke naam van de soort is voor het eerst geldig gepubliceerd in 1958 door Millar.